# 9 mm
Pour l’article homonyme, voir 9 × 19 mm Parabellum.
Pour plus de détails, voir Fiche technique et Distribution.
9 mm est un film franco-belge de Taylan Barman sorti en 2008.

## Synopsis
Une ville du Nord. Un coup de feu résonne derrière une porte dans un couloir d’immeuble moderne où vit une famille, Roger, Nadine et leur fils Laurent.
Que s’est-il passé, un meurtre, un suicide ou un accident, et qui est la victime ?
Nous allons suivre à tour de rôle chacun de ces trois personnages, essayant de savoir et de comprendre ce qui s’est passé durant cette journée qui commence comme la plupart des journées ordinaires. Nadine, inspecteur de police, se prépare pour son travail en se munissant de son arme et se vêtant de son uniforme. Laurent part pour l'école et Roger, invalide à la suite d'un accident, va voir une prostituée avant de se rendre au café.
Mais Laurent rejoint une bande de voyous et vont taguer des voitures de chemin de fer.

## Fiche technique
- Titre : 9mm
- Réalisation : Taylan Barman
- Scénario : Taylan Barman, Kenan Görgün
- Musique : Vincent D'Hondt
- Musique rap : Sly-D
- Photographie : Renaat Lambeets
- Son : Mathias Leone
- Décors : Frédéric Delrue
- Montage : Damien Keyeux, Taylan Barman
- Mixage : David Gillain
- Production : Hubert Toint, Jean-Jacques Neira, Marc Irmer, Sefan Cockmartin
- Société de production : Saga film, Dolce Vita Films, Media Invest & Météore Films
- Pays d'origine :  Belgique -  France
- Format : couleur - 1,85:1 - 35 mm - son Dolby numérique
- Genre : drame
- Durée : 95 minutes
- Dates de sortie : 
  - Belgique : 19 novembre 2008
  - France : 31 décembre 2008

## Distribution
- Morgan Marinne : Laurent
- Serge Riaboukine : Roger
- Anne Coesens : Nadine
- Filip Peeters : Alain
- Ayhan Vatandas : Ayhan
- Nabil Ben Yadir : Youssef
- Martin Swabey : Vincent

## Production
- Lieux de tournage : Lille (Nord).